# Lista najstarszych gwiazd
Lista najstarszych gwiazd – lista przedstawia najstarsze gwiazdy, które nie są gwiazdami neutronowymi i białymi karłami.
| Gwiazda                      | Wiek (mld lat) | Przypisy |
| ---------------------------- | -------------- | -------- |
| HD 140283                    | 14,46±0,8      | [ 1 ]    |
| HE0107-5240                  | 13 – 15        | [ 2 ]    |
| Kepler-45                    | 14±4           | [ 3 ]    |
| Kepler-307                   | 14±4           | [ 4 ]    |
| HD 20794                     | 14+6−5         | [ 5 ]    |
| Wszechświat (dla porównania) | 13,82          | [ 6 ]    |
| BD +17° 3248                 | 13,8±4         | [ 7 ]    |
| SMSS J031300.36-670839.3     | 13,7           | [ 8 ]    |
| HE 1523-0901                 | 13,6±0,8       | [ 9 ]    |
| HD 164922                    | 13,4           | [ 10 ]   |
| HD 142022 A                  | 13,3±3,9       | [ 11 ]   |
| OGLE-TR-113                  | 13,2+0,8−2,4   | [ 12 ]   |
| Sneden’s Star                | 13             | [ 13 ]   |
| HD 122563                    | 13             | [ 13 ]   |
| Caffau’s Star                | 13             | [ 13 ]   |
| HD 216437                    | 12,96          | [ 14 ]   |
| Quatar-4                     | 12,9           | [ 15 ]   |
| HIP 11952                    | 12,8±2,6       | [ 16 ]   |
| BPS CS31082-0001             | 12,5           |          |
| HAT-P-22                     | 12,4           | [ 17 ]   |
| Słońce (dla porównania)      | 4,567          | [ 18 ]   |